# Association des familles des victimes du vol PS752

 (juin 2022).
La mise en forme du texte ne suit pas les recommandations de Wikipédia : il faut le « wikifier ».
Les points d'amélioration suivants sont les cas les plus fréquents :
- Les titres sont pré-formatés par le logiciel. Ils ne sont ni en capitales, ni en gras.
- Le texte ne doit pas être écrit en capitales (les noms de famille non plus), ni en gras, ni en italique, ni en « petit »…
- Le gras n'est utilisé que pour surligner le titre de l'article dans l'introduction, une seule fois.
- L'italique est rarement utilisé : mots en langue étrangère, titres d'œuvres, noms de bateaux, etc.
- Les citations ne sont pas en italique mais en corps de texte normal. Elles sont entourées par des guillemets français : « et ».
- Les listes à puces sont à éviter, des paragraphes rédigés étant largement préférés. Les tableaux sont à réserver à la présentation de données structurées (résultats, etc.).
- Les appels de note de bas de page (petits chiffres en exposant, introduits par l'outil «  Source ») sont à placer entre la fin de phrase et le point final[comme ça].
- Les liens internes (vers d'autres articles de Wikipédia) sont à choisir avec parcimonie. Créez des liens vers des articles approfondissant le sujet. Les termes génériques sans rapport avec le sujet sont à éviter, ainsi que les répétitions de liens vers un même terme.
- Les liens externes sont à placer uniquement dans une section « Liens externes », à la fin de l'article. Ces liens sont à choisir avec parcimonie suivant les règles définies. Si un lien sert de source à l'article, son insertion dans le texte est à faire par les notes de bas de page.
- La présentation des références doit suivre les conventions bibliographiques. Il est recommandé d'utiliser les modèles {{Ouvrage}}, {{Chapitre}}, {{Article}}, {{Lien web}} et/ou {{Bibliographie}}. Le mode d'édition visuel peut mettre en forme automatiquement les références.
- Insérer une infobox (cadre d'informations à droite) n'est pas obligatoire pour parachever la mise en page.

Pour une aide détaillée, merci de consulter Aide:Wikification.
Si vous pensez que ces points ont été résolus, vous pouvez retirer ce bandeau et améliorer la mise en forme d'un autre article.
 (novembre 2022).
L'Association des familles des victimes du vol PS752 est une organisation sans but lucratif qui représente les familles des 140 victimes du vol Ukraine International Airlines 752 abattu par des missiles sol-air iraniens en janvier 2020,. L'association est indépendante et sans lien avec aucun parti ou mouvement politique. L'Association des familles des victimes du vol PS752 a été créée pour faire vivre la mémoire des passagers, unir les familles des victimes et demander justice, après que le vol PS752 a été ciblé par le Corps des Gardiens de la révolution islamique (CGRI).

« Nous cherchons la vérité derrière la destruction d'un avion civil abattu par le Corps des Gardiens de la révolution islamique (CGRI) et nous cherchons à rendre justice contre les condamnés, les auteurs et les commandants de ce crime horrible devant un tribunal indépendant et impartial »Le site officiel de l'association 

L’association a publié un rapport d'enquête sur l'abattage du vol PS752. Certaines preuves contestables et controversées telles que "l'ouverture délibérée du ciel iranien dans des conditions de guerre", "les changements d'itinéraire d'autres vols", "la destruction complète des appareils électroniques des passagers", "un retard suspect de 57 minutes pour le décollage" , et "le débarquement de quelques passagers" ont tous été soulignés dans ce rapport. Après avoir publié ce rapport d'enquête, l'Association a annoncé son intention de porter l'affaire devant la Cour internationale de justice,.
Les manifestations contre le crime, les rassemblements mondiaux pour la justice, ainsi que la tenue d'anniversaires virtuels pour faire vivre la mémoire des victimes du vol ukrainien font partie des autres activités de l’Association ,.

## Passagers
Outre les neuf membres d'équipage, l'avion transportait 167 passagers et il y avait donc 176 personnes à bord (la destruction de l'appareil n'ayant laissé aucun survivant). Après l'accident, des informations contradictoires ont circulé sur leur nationalité. Des responsables iraniens ont affirmé que 147 des 176 personnes à bord étaient iraniennes. En définitive, selon le manifeste des passagers, il y avait à bord quatre-vingt-deux Iraniens et soixante-trois Canadiens. Au total 138 passagers avaient une correspondance à Kiev pour le Canada, la plupart faisant partie de la diaspora iranienne au Canada, parmi eux se trouvait le scientifique canadien Forog Khadem, docteur en immunologie,, qui compte 210 000 personnes en 2016.
Il y avait onze Ukrainiens à bord du vol (dont les neuf membres d'équipage).
| Nationalité | Passagers | Équipage | Total |
| ----------- | --------- | -------- | ----- |
| Iran        | 82        | 0        | 82    |
| Canada      | 63        | 0        | 63    |
| Ukraine     | 2         | 9        | 11    |
| Suède       | 10        | 0        | 10    |
| Afghanistan | 4         | 0        | 4     |
| Allemagne   | 3         | 0        | 3     |
| Royaume-Uni | 3         | 0        | 3     |
| Total       | 167       | 9        | 176   |